# Манхасет (Њујорк)
Манхасет (енгл. Manhasset) насељено је место без административног статуса у америчкој савезној држави Њујорк.

## Демографија
По попису из 2010. године број становника је 8.080, што је 282 (-3,4%) становника мање него 2000. године.
| Група             | 2000.         | 2010.         |
| Белци             | 6.075 (72,7%) | 5.629 (69,7%) |
| Афроамериканци    | 1.010 (12,1%) | 763 (9,4%)    |
| Азијати           | 577 (6,9%)    | 880 (10,9%)   |
| Хиспаноамериканци | 599 (7,2%)    | 711 (8,8%)    |
| Укупно            | 8.362         | 8.080         |